# Colibri faux-saphir
Chrysuronieogularis
Espèce
Statut de conservation UICN

 LC  : Préoccupation mineure
Statut CITES
Le Colibri faux-saphir (Chrysuronia coeruleogularis) est une espèce de colibris de la sous-famille des Trochilinae.

## Distribution
Le Colibri faux-saphir se trouve en Colombie, au Panama et au Costa Rica.

Carte de répartition de l'espèce

## Référence
(en) « Neotropical Birds Online », Cornell Lab of Ornithology, 28 juin 2011